# شیمشون آمیتسور
شیمشون آمیتسور (عبری: שמשון אברהם עמיצור‎؛ ۲۶ اوت ۱۹۲۱ – ۵ سپتامبر ۱۹۹۴) ریاضیدان اهل اسرائیل بود. تحقیقات و مطالعات او در زمینه نظریه حلقه و به ویژه حلقه‌های پی‌آی در جبر مجرد بود. وی در سال ۱۹۵۳ برنده جایزه اسرائیل شد.